# Рейчел Ніколс
Рейчел Емілі Ніколс (англ. Rachel Emily Nichols; нар. 8 січня 1980, Огаста, Мен, США) — американська акторка, модель та продюсерка.

## Життєпис
Народилася 8 січня 1980 року в Огасті, штат Мен, у сім'ї Джима (Джеймса) і Елісон Ніколс. Її батько був шкільним учителем. Під час навчання в школі Рейчел займалася легкою атлетикою (стрибками у висоту), а в старших класах навчалася за обміном у Франції.
У 1997 році Рейчел Ніколс пройшла кастинг на роль ведучої програми каналу MTV «Помста знедолених».
У 1998 році вступила на факультет драми в Колумбійський університет у Нью-Йорку, який успішно закінчила у 2003 році..
З 1995 року працює моделлю, в тому числі й у Європі.

## Особисте життя
26 липня 2008 року одружилася з продюсером Скоттом Штубером ( Scott Stuber) в Аспені, штат Колорадо. В лютому 2009 вони розлучилися.
30 грудня 2013 року Рейчел Ніколс заручилася з Майклом Кершоу (англ. Michael Kershaw), забудовником. Вони одружилися у вересні 2014 року.

## Фільмографія
| Рік       |   | Українська назва                                     | Оригінальна назва                        | Роль                             |
| --------- | - | ---------------------------------------------------- | ---------------------------------------- | -------------------------------- |
| 2000      | ф | Осінь у Нью-Йорку                                    | Autumn in New York                       | модель в барі                    |
| 2002      | с | Секс і Місто                                         | Sex and the City                         | Алекса                           |
| 2003      | ф | Тупий і ще тупіший тупого: Коли Гаррі зустрів Ллойда | Dumb & Dumberer: When Harry Met Lloyd    | Джессіка                         |
| 2004      | ф | Обговорюючи Роберта Лі                               | Debating Robert Lee                      | Trilby Moffat                    |
| 2004      | ф |                                                      | A Funny Thing Happened at the Quick Mart | Дженніфер                        |
| 2004      | с | Лінія вогню                                          | Line of Fire                             | Алекс Маєр                       |
| 2005      | ф | Жах Амітівілля                                       | The Amityville Horror                    | Ліза                             |
| 2005      | ф | Mr. Dramatic                                         | Mr. Dramatic                             | дівчина в барі                   |
| 2005      | с | Особливий відділ                                     | The Inside                               | спеціальна агентка Ребекка Локк  |
| 2005      | ф | Продавчиня                                           | Shopgirl                                 | дівчина Трея                     |
| 2005—2006 | с | Шпигунка                                             | Alias                                    | Рейчел Гібсон                    |
| 2006      | ф | Ліс                                                  | The Woods                                | Саманта Вайс                     |
| 2007      | ф | Вони                                                 | Them                                     | Донна Шоу                        |
| 2007      | ф | Воскрешая чемпіона                                   | Resurrecting the Champ                   | Поллі                            |
| 2007      | ф | Парковка №2                                          | P2                                       | Анжела Бріджес                   |
| 2007      | ф | Війна Чарлі Вілсона                                  | Charlie Wilson's War                     | Сьюзен                           |
| 2008      | ф | Джинси, як символ дружби 2                           | The Sisterhood of the Traveling Pants 2  | Джулія Беквіт                    |
| 2009      | ф | Зоряний шлях                                         | Star Trek                                | Гейл                             |
| 2009      | с | Федеральний прокурор                                 | U.S. Attorney                            | Ів Чейз                          |
| 2009      | ф | Джі Ай Джо: Атака Кобри                              | G.I. Joe: The Rise of Cobra              | Шейна «Скарлет» О'Гара           |
| 2009      | ф | Продається власником                                 | For Sale by Owner                        | Anna Farrier                     |
| 2010      | ф | Мескада                                              | Meskada                                  | Леслі Спенсер                    |
| 2010      | ф | Оллі Клаблерштерф проти нацистів                     | Ollie Klublershturf vs. the Nazis        | Даніелла                         |
| 2010—2011 | с | Криміналісти: мислити як злочинець                   | Criminal Minds                           | Ешлі Сівер                       |
| 2011      | ф | Конан-варвар                                         | Conan the Barbarian                      | Тамара                           |
| 2011      | ф | Він, вона і папуга                                   | A Bird Of The Air                        | Фіона                            |
| 2012      | ф | Я, Алекс Кросс                                       | Alex Cross                               | Моніка Еш                        |
| 2014      | ф | Токарєв                                              | Tokarev                                  | Ванесса Магвайр                  |
| 2014—2014 | с | Відьми Іст-Енду                                      | Witches of East End                      | Айзіс Зерка                      |
| 2014      | с | Раш                                                  | Rush                                     | Коррін Раш (англ. Corrinne Rush) |
| 2012—2015 | с | Континуум                                            | Continuum                                | Кіра Кемерон                     |
| 2015      | с | Пожежники Чикаго                                     | Chicago Fire                             | Джеймі Кіліан                    |
| 2016      | ф | Пандемія                                             | Pandemic                                 | Лорен Чейз / Ребекка Томас       |
| 2016      | ф | Всередині                                            | Inside                                   | Сара Кларк                       |
| 2017      | ф | Після вечірки                                        | After Party                              | Чарлі                            |
| 2017—2018 | с | Бібліотекарі                                         | The Librarians                           | Ніколь Нун (англ. Nicole Noone)  |
| 2015      | с | Заручниця                                            | Taken                                    | Ів (англ. Eve)                   |
| 2018      | с | Титани                                               | Titans                                   | Анджела Рот (англ. Angela Roth)  |
| 2020      | в | Прорив                                               | Breach                                   | Чемберс                          |

## Нагороди та номінації
| Рік  | Премія               | Номінація                                                | Фільм                 | Результат |
| ---- | -------------------- | -------------------------------------------------------- | --------------------- | --------- |
| 2005 | Teen Choice Awards   | Choice Movie Scream Scene                                | Жах Амітивілля        | Номінація |
| 2006 | MTV Movie Awards     | Кінонагорода MTV за найбільш лякаюче виконання           | Жах Амітивілля        | Номінація |
| 2006 | Method Fest          | Найкращий дебют                                          | Обговорюючи Роберт Лі | Перемога  |
| 2012 | ITVFest              | Найкраща жіноча роль                                     | Underwater            | Перемога  |
| 2013 | Constellation Awards | Найкраща жіноча роль                                     | Континуум             | Перемога  |
| 2014 | Сатурн               | Премія «Сатурн» за найкращу жіночу телероль              | Континуум             | Номінація |
| 2015 | Сатурн               | Премія «Сатурн» за найкращу жіночу телероль              | Континуум             | Номінація |
| 2018 | Сатурн               | Премія «Сатурн» за найкращу гостьову роль на телебаченні | Бібліотекарі          | Номінація |